# Cooxissett
Cooxissett, jedno od plemena konfederacije Wampanoag (Sultzman) čije se glavno istoimeno selo nalazilo u okrugu Plymouth u Massachusettsu, ali mu točna lokacija nije poznata. Prema Hinckleyu (1685.) selo je te iste godine imalo 160 stanovnika. Kasnije doživljavaju sudbinu ostalih Wampanoaga, gube identitet i nestaju.

## Vanjske poveznice
- C- Massachusetts Indian Villages, Towns and Settlements